# Бабин Яр (поема)
«Бабин Яр» (рос. Бабий Яр) — поема, написана у серпні 1961 року в Києві Євгеном Євтушенком з мотивів дискримінації і геноциду євреїв. На основі цієї поеми композитор Дмитро Шостакович написав симфонію. Протягом тижня після першої публікації поема була перекладена на 72 мови, надрукована на перших сторінках світових газет[неавторитетне джерело] і зробила Євтушенка всесвітньо відомим.

## Історія створення
Євтушенко згадує, що перші вірші про трагедію Бабиного Яру опублікували Ілля Еренбург і Лев Озеров, які ввійшли до Києва у 1944 році разом з Червоною армією. Він прочитав ці вірші у 1944 році у віці 11 років. Вірші Озерова справили на Євтушенко сильне враження. Також Євтушенко говорив, що давно збирався написати вірші, спрямовані проти антисемітизму.
Потрапивши вперше в Бабин Яр у 1961 році разом із письменником Анатолієм Кузнєцовим, Євтушенко був вражений відсутністю якого-небудь пам'ятника загиблим. Більш того, на місці масових розстрілів було звалище.
Ця ситуація так подіяла на поета, що він написав поему за кілька годин, сидячи в готелі Першими вірш почули  Іван Драч і Віталій Коротич, які зайшли до Євтушенка у готельний номер. Потім він прочитав поему по телефону Олександру Межирову. Після цього запланований виступ Євтушенка місцева влада спробувала скасувати, посилаючись на епідемію грипа, але відступили перед загрозою великого скандалу.
Наступного дня, у серпні 1961 року, Євтушенко публічно прочитав у Жовтневому палаці в Києві новий вірш. Він починався словами «Над Бабьим Яром памятников нет…» ("Над Бабиним Яром пам'ятників немає..."). Поема «Бабин Яр» стала одним з елементів прориву двадцятирічного мовчання про цю трагедію.
19 вересня 1961 року вірш було опубліковано у «Літературній газеті». Перед публікацією головний редактор Валерій Косолапов сказав, що йому треба порадитися з дружиною, оскільки після публікації його звільнять. Тим не менш, він прийняв позитивне рішення.

## Переклади
У 1962 році Пауль Целан переклав поему німецькою мовою, на іврит — Евен Шоша, а до п'ятдесятиріччя публікації газета "Макор Рішон" опублікувала переклад Зєева Гейзеля, який зберіг поетичний лад оригіналу. Всього вона була перекладена на 72 мови.
Українською мовою поему переклав Олександр Мороз, політик і поет, який презентував свій переклад 23 січня 2013 року на ювілейному творчому вечорі Євгенія Євтушенка у палаці «Україна».
Цей переклад опубліковано 11 вересня 2013 року у виданні Бульвар Гордона.

## Реакція
Поема викликала невдоволення серед деякої частини суспільства, а також керівництва держави. Зокрема, Євтушенко звинувачували у випинанні трагедії євреїв на тлі інших жертв нацизму.